# Actinotrocha vancouverensis
Actinotrocha vancouverensis is een soort in de taxonomische indeling van de Phoronida (hoefijzerwormenn). Deze worm heeft een plomp, langwerpig lichaam, met een uitstulping aan de achterkant dat als anker fungeert waarmee het dier zich in zijn koker of gang vastzet. Over de mond hangt een korte lip heen, het epistoom, en is omringd door een hoefijzerachtig lofofoor met talrijke lange, van trilharen voorziene tentakels. De darm van de worm is U-vormig.
De worm komt uit het geslacht Actinotrocha. Actinotrocha vancouverensis werd in 1964 ontdekt door Zimmer.